# 安積三十三観音霊場
安積三十三観音霊場（あさかさんじゅうさんかんのんれいじょう）は、旧陸奥国安積郡内（現在の福島県郡山市）にある33ヶ所の観音霊場である。昭和初期頃に作られたものと言われている。

## 一覧
| No. | 名称                   | 宗旨             | 札所本尊       | 所在地                       | 位置                                   | 備考                 |
| --- | ---------------------- | ---------------- | -------------- | ---------------------------- | -------------------------------------- | -------------------- |
| 1   | 高岳山 如宝寺          | 真言宗豊山派     | 大日如来       | 福島県郡山市堂前町           | 北緯37度23分45.2秒 東経140度22分45.2秒 |                      |
| 2   | 光明山 善導寺          | 浄土宗           | 阿弥陀如来     | 郡山市清水台一丁目           | 北緯37度23分49.3秒 東経140度22分54.8秒 |                      |
| 3   | 清水山 大慈寺          | 曹洞宗           | 聖観世音菩薩   | 郡山市清水台二丁目           | 北緯37度24分0.5秒 東経140度22分51.5秒  |                      |
| 4   | 楽永山 円寿寺          | 浄土真宗本願寺派 | 阿弥陀如来     | 郡山市小原田一丁目           | 北緯37度22分59.5秒 東経140度22分50.5秒 |                      |
| 5   | 光明院 鎮護山 延命寺   | 修験道           | 延命地蔵菩薩   | 郡山市小原田一丁目           | 北緯37度22分55.1秒 東経140度22分50.2秒 | 民家敷地内           |
| 6   | 大邦山 神竜院 小原寺   | 曹洞宗           | 釈迦如来       | 郡山市図景二丁目             | 北緯37度22分46.7秒 東経140度22分38.5秒 | 小原田五丁目から移転 |
| 7   | 高照庵 子安堂          | 元新義真言宗     | 子安観世音菩薩 | 郡山市安積町日出山三丁目     | 北緯37度22分10.5秒 東経140度22分39.5秒 | 民家敷地内           |
| 8   | 来迎山 天性寺          | 曹洞宗           | 釈迦如来       | 郡山市安積町笹川字御所前     | 北緯37度20分59秒 東経140度21分56秒     |                      |
| 9   | 光明山 宝光寺          | 真言宗豊山派     | 大日如来       | 郡山市安積町荒井字東屋敷     | 北緯37度22分8秒 東経140度21分57.5秒    |                      |
| 10  | 光邦山 徳成寺          | 曹洞宗           | 釈迦如来       | 郡山市安積町成田字成田       | 北緯37度21分48.5秒 東経140度20分5秒    |                      |
| 11  | 駒屋山 廣安寺          | 天台宗           | 釈迦如来       | 郡山市三穂田町駒屋字四斗蒔   | 北緯37度21分43秒 東経140度18分1.5秒    |                      |
| 12  | 来迎山 光傳寺          | 真言宗豊山派     | 大日如来       | 郡山市三穂田町野田字工藤台1  | 北緯37度20分41秒 東経140度18分15.5秒   |                      |
| 13  | 金宝山 普賢寺          | 天台宗           | 阿弥陀如来     | 郡山市三穂田町鍋山字上屋敷   | 北緯37度20分53.5秒 東経140度17分4.5秒  |                      |
| 14  | 八幡山 護国寺          | 真言宗豊山派     | 虚空蔵菩薩     | 郡山市三穂田町八幡字西屋敷   | 北緯37度21分32.5秒 東経140度17分17秒   |                      |
| 15  | 富岡山 西光寺          | 曹洞宗           | 釈迦如来       | 郡山市三穂田町富岡字一本杉   | 北緯37度20分56.5秒 東経140度16分19秒   |                      |
| 16  | 大慶山 宗福寺          | 曹洞宗           | 薬師如来       | 郡山市三穂田町下守屋字上豊舘 | 北緯37度20分20秒 東経140度14分58.5秒   |                      |
| 17  | 天湯山 正法寺          | 新義真言宗       | 虚空蔵菩薩     | 郡山市三穂田町山口字芦ノ口   | 北緯37度22分29秒 東経140度15分39秒     |                      |
| 18  | 普門山 勝音寺          | 曹洞宗           | 釈迦如来       | 郡山市逢瀬町多田野字本郷     | 北緯37度23分51.5秒 東経140度16分12秒   |                      |
| 19  | 磐石山 長泉寺          | 曹洞宗           | 阿弥陀如来     | 郡山市大槻町字上町           | 北緯37度23分18.5秒 東経140度18分56.5秒 |                      |
| 20  | 高広山 善昌寺          | 曹洞宗           | 阿弥陀如来     | 郡山市逢瀬町河内字屋敷       | 北緯37度25分11秒 東経140度16分22秒     |                      |
| 21  | 深谷山 広修寺          | 曹洞宗           | 釈迦如来       | 郡山市片平町字寺下           | 北緯37度25分26.5秒 東経140度18分11.5秒 | 三ヶ寺の一番右       |
| 22  | 矢作山 岩蔵寺          | 真言宗豊山派     | 阿弥陀如来     | 郡山市片平町字寺下           | 北緯37度25分26秒 東経140度18分9秒      | 三ヶ寺の中央         |
| 23  | 霊鷲山 常居寺          | 臨済宗妙心寺派   | 釈迦如来       | 郡山市片平町字寺下           | 北緯37度25分26秒 東経140度18分4秒      | 三ヶ寺の一番左       |
| 24  | 清涼山 慈音寺          | 曹洞宗           | 聖観世音菩薩   | 郡山市熱海町安子島字滝ノ上   | 北緯37度28分35秒 東経140度18分18秒     |                      |
| 25  | 医王山 竜角寺          | 真言宗豊山派     | 大日如来       | 郡山市喜久田町堀之内字堀内   | 北緯37度27分23.5秒 東経140度20分8.5秒  |                      |
| 26  | 八幡山 西泉寺          | 真言宗豊山派     | 阿弥陀如来     | 郡山市喜久田町早稲原字町     | 北緯37度27分19秒 東経140度21分53秒     |                      |
| 27  | 小室山 福田寺          | 真言宗豊山派     | 虚空蔵菩薩     | 郡山市喜久田町前田沢         | 北緯37度28分10秒 東経140度21分30秒     |                      |
| 28  | 広沢山 西方寺          | 天台宗           | 阿弥陀如来     | 郡山市日和田町字日和田       | 北緯37度26分56.5秒 東経140度23分23.0秒 |                      |
| 29  | 恵日山 保福寺          | 曹洞宗           | 延命地蔵菩薩   | 郡山市日和田町八丁目字仲頃   | 北緯37度26分23.5秒 東経140度25分8秒    |                      |
| 30  | 恵実山 本栖寺          | 臨済宗妙心寺派   | 釈迦如来       | 郡山市富久山町福原字福原     | 北緯37度25分19.5秒 東経140度23分27秒   |                      |
| 31  | 風早山 三宝院 金剛寺   | 真言宗豊山派     | 延命地蔵菩薩   | 郡山市富久山町八山田字宮脇   | 北緯37度25分55.5秒 東経140度22分20.5秒 |                      |
| 32  | 富田山 西光寺          | 曹洞宗           | 釈迦如来       | 郡山市富田町字町内           | 北緯37度25分19秒 東経140度20分41秒     |                      |
| 33  | 無量山 光明院 阿弥陀寺 | 真言宗室生寺派   | 阿弥陀如来     | 郡山市富久山町久保田字久保田 | 北緯37度24分40.5秒 東経140度23分26秒   |                      |

## 交通手段
交通手段は、郊外にある寺も多いため、現在では車を利用することがほとんどである。
また、郡山市内のタクシー会社で、貸切タクシーによる巡礼を案内している業者もある。